# 't Vlasbloemeken
't Vlasbloemeken is een restaurant dat gevestigd is in Koewacht, Nederland. Het heeft sinds 2012 een Michelinster.
GaultMillau kende het restaurant in 2014 15 van de maximaal 20 punten toe.
Chef-kok van 't Vlasbloemeken is Eric van Bochoven.